# 密點歧鬚鮠
密點歧鬚鮠，為輻鰭魚綱鯰形目倒立鯰科的其中一種，為熱帶淡水魚，分布於非洲坦干伊喀湖流域，體長可達 27.5（10.8英寸），棲息在泥底質底中層，約水深 40（130英尺） 的水域，生活習性不明，可做為食用魚。

## 行為

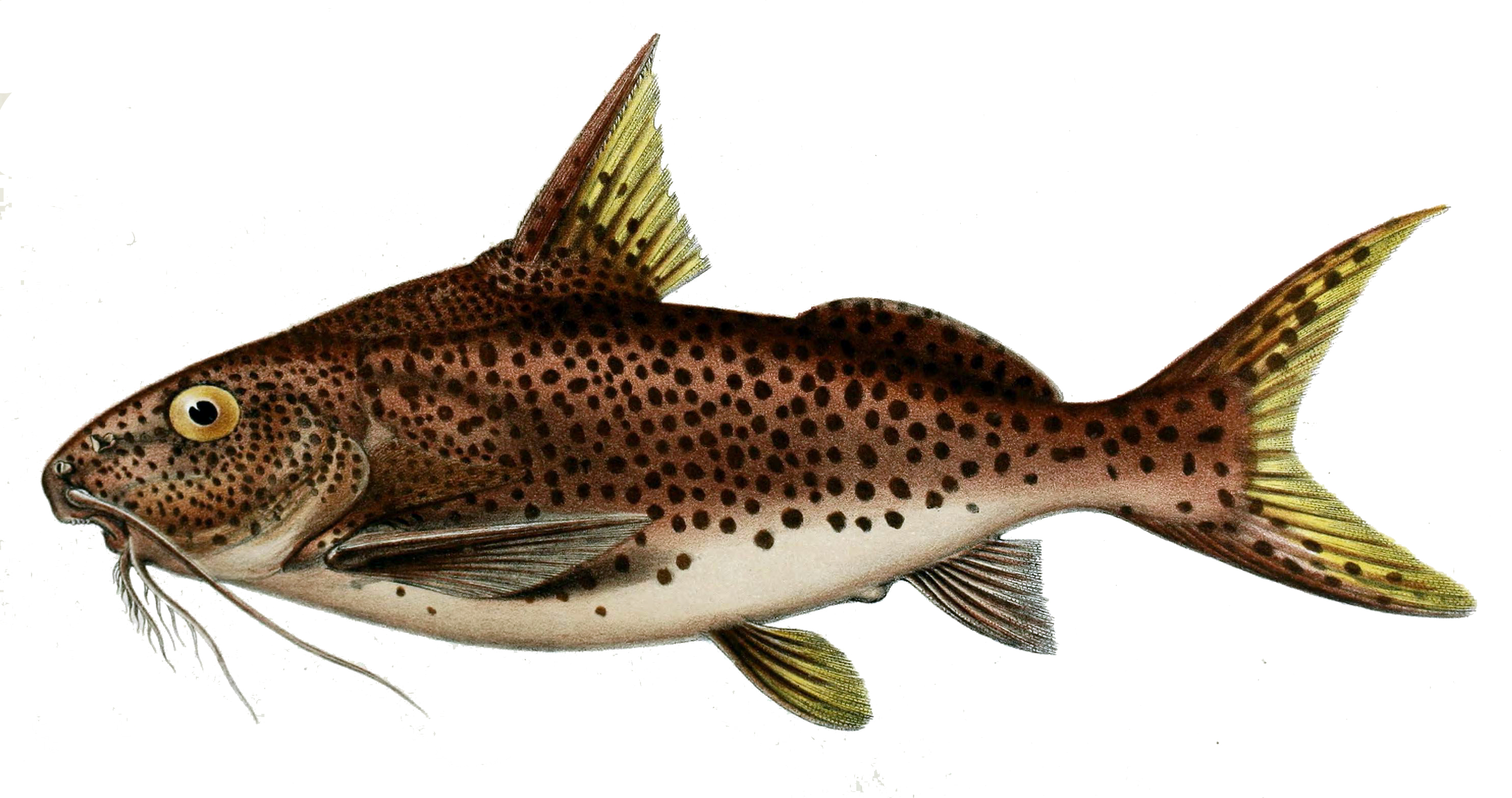
Synodontis multipunctatus

密點歧鬚鮠最著名的為其巢寄生行為。坦干伊喀湖流域中棲息與有多種口孵慈鯛，會將魚卵與魚苗銜於口中進行孵化與照顧。密點歧鬚鮠會針對這些慈鯛，尤其是霍氏櫛麗魚與巴氏扁鼻麗魚，作為牠們幼魚的養護者。
在這些慈鯛產卵時會吸引密點歧鬚鮠前來，牠們會在慈鯛將這些卵含入口中前盡可能地吃掉這些魚卵並產下自己的魚卵並進行授精。因此，當慈鯛將魚卵銜入口中時，其所包含的將會有密點歧鬚鮠的魚卵以及剩餘的慈鯛魚卵。密點歧鬚鮠在孵化後會以這些殘餘的慈鯛魚卵為食，並在長到足夠成熟的大小時離開慈鯛。這個行為使得密點歧鬚鮠可以節省養育後代的時間，並能更快進行交配、產下新一批的卵。

## 扩展阅读
維基物種上的相關：密點歧鬚鮠